# Smugglarskeppet
Smugglarskeppet (engelska: Sea Devils) är en brittisk-amerikansk historisk äventyrsfilm från 1953 i regi av Raoul Walsh. Filmen är baserad på Victor Hugos roman Havets arbetare från 1866. I huvudrollerna ses Rock Hudson, Yvonne De Carlo och Maxwell Reed. 

## Rollista i urval
- Rock Hudson - Gilliatt
- Yvonne De Carlo - Drouchette
- Maxwell Reed - Rantaine
- Denis O'Dea - Lethierry
- Michael Goodliffe - Ragan
- Bryan Forbes - Willie
- Jacques B. Brunius - Fouche
- Ivor Barnard - Benson
- Arthur Wontner - Baron de Baudrec
- Gérard Oury - Napoleon
- Larry Taylor - Blasquito
- Keith Pyott - General Latour
- Reed De Rouen - tullare
- Michael Mulcaster - kustbevakare
- Rene Poirier - Duprez